# جوزپ گایا
جوزپ گایا (انگلیسی: Josep Gayá؛ زادهٔ ۷ ژوئیهٔ ۲۰۰۰) بازیکن فوتبال اهل اسپانیا است که در پست مدافع میانی برای رئال مایورکا بازی می‌کند.